# نواف بن نوري الشعلان
الأمير نواف بن النوري بن هزاع بن نايف الشعلان ، أمير قبيلة الروله، ولد عام 1300هـ/1883م. تم تنصيبه من قبل ابيه امير على منطقة الجوف في شمال المملكة العربيه السعودية النوري الشعلان عام 1326هـ/1909م إلى وفاته عام 1338هـ/1918م، وخلفه من بعده أبنه الأمير سلطان الذي نصبه الملك عبد العزيز آل سعود اميراً إلى ان تم عزله عام 1340هـ/1921م.

## صفاته

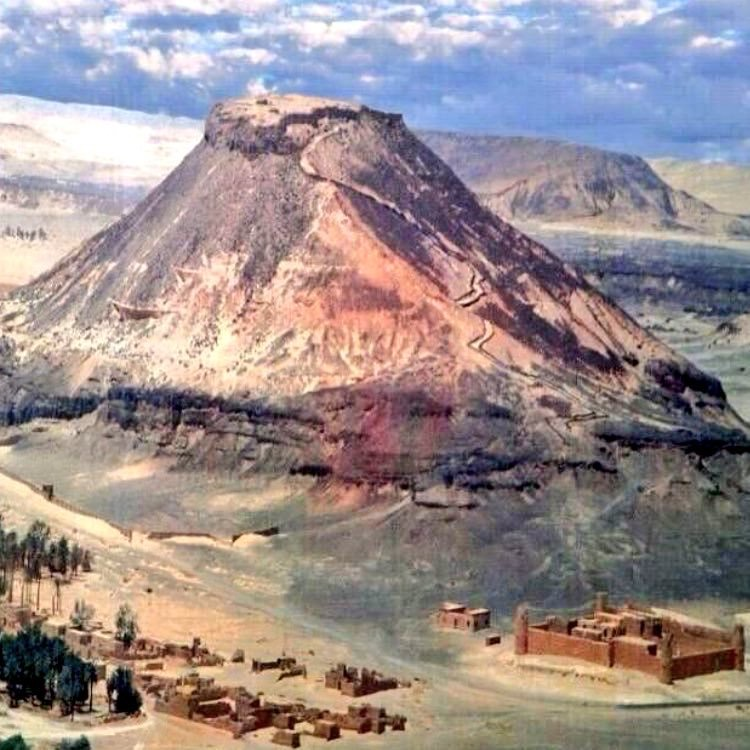
قصر الأمير نواف الشعلان بكاف

يقول عنه عز الدين التنوخي الشهير بشيخ السروجية الذي زار الجوف في عهده: «والأمير نواف شديد التمسك بالدين، فلا يترك الصلوات الخمس ويأمر قومه بها، يؤدي صلاة الجمعة في دومة الجامع القديم عهده، ويقال أنه عمري بناه عمر بن الخطاب -رضى الله عنه- ولايزال، كسائر المساجد في صدر الإسلام، مسقوفا بالجريد ومفروشا بالحصى».
وللأمير نواف ولع شديد بسماع العلم، فقد قرأت له شيئًا كثيرًا من التاريخ والحديث، وقضينا ليالي في قراءة ألف ليلة وليلة وغيرها من أخبار العرب وأخبارهم، وقرأت له مره قصيدة عمرو بن كلثوم المعلقة، فكان يتمايل طربًا لمعانيها، لاسيما بما يتعلق بالحماسة، ويلتفت إلى حاشيته قائلاً «اسمعوا أيش تقول أجدادنا العرب».
وكنت أسأله عن كثير من الكلمات اللغوية فكان يجيبني بلا تردد عن معانيها، لأن البدو لازالوا يستعملونها مثل رحى، وثفال ولهوه وقرى.

وقد أمتدح التنوخي الأمير نواف الشعلان رحمه الله عندما زار الجوف بعهده عام 1332هـ ورأى منظر النخيل فقال في بيتين:
- لعمري زرت الديار وأهلها
- وطفت فيها حتى دعيت بطواف
- فلم ارى مثل الجوف يزهو بنخله
- ًلم ارى حاكما فيها مثل نواف

## حكمه

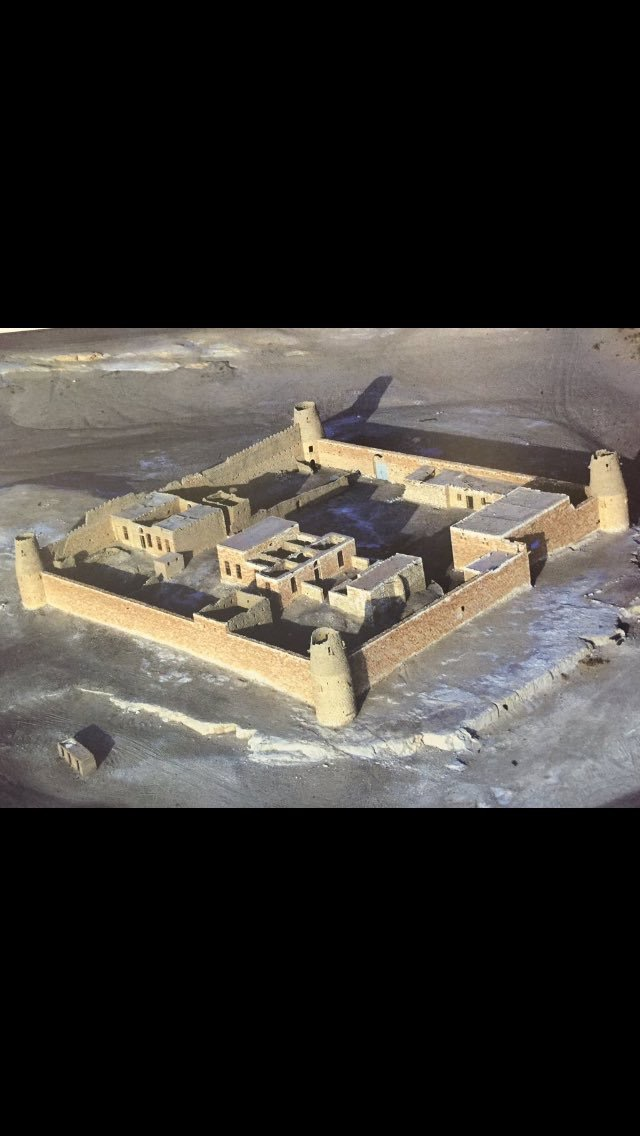
صورة آخرى للقصر من الجو

عندما أستعاد الأمير نواف الجوف من ابن رشيد جاء ومعه خمس وثلاثون جندياً فقط من العبيد الشباب، الذين لم يضعوا أسلحتهم الجاهزة للأستعمال جانباً منذ وصولهم.

### مماقاله الويس موسيل
أخبرني طراد بن سطام الذي سلم رسالة نواف لوالده، أن نواف كان على حافة اليأس لأن والده لم يرسل له السلاح والمال والمؤن. ورفض أيضاً السماح لأمه بزيارته، ومعها ابنه الصغير سلطان. وتوسل إلى طراد أن أحاول إقناع الأمير النوري بالتخلي عن عناده ومساعدة ابنه نواف. وبعدها كتب النوري لمولى ابن سبهان الذي كان يسيطر على حصن خذما وحصن مارد، وطلب منه الحضور إليه لمناقشة كيفية تسليم هذه المنطقة له، لأنه يرغب في الاستيلاء على الجوف وما حولها من البلدات والقلاع، إما بالتفاوض أو بالقوة، وإذا لم يحضر فسيعتبر ذلك منه عداء وإعلاناً للحرب. وبعد مغادرتي لخيمة الأمير جاء رسول من الأمير سعود ابن رشيد مع رسائل تنشد السلام. وكان عبيد الأمير النوري وجميع الرولة ينادون بالحرب، ويرغبون في مساعدة الأمير نواف وكانوا على علم بالخلاف بين الأمير النوري وابنه نواف، وكانوا يتوقعون أن يجدد النوري اتفاقيته مع ابن رشيد، ولكنهم انقلبوا على الرسول المسكين، الذي جاء بالهدايا والاقتراح بإحلال السلام، فأهانوه، وهددوه بأنه لن ينجوا أو يفلت من أيديهم حياً، وأنبهم النوري على سلوكهم مع الرسول، وعاقب اثنين من عبيده. وبعد يومين أُطلق الرسول، محملاً بالرسائل العديدة. وجاء الآن أحد عبيد زامل بن سبهان وزير ابن رشيد بصحبته ثلاثة رجال وكلهم يرتدون ملابس حريرية، واستقبلهم الأمير بحفاوة، وأقاموا عنده ثمانية أيام، فذبح لهم، وجدد ميثاق السلام مع ابن رشيد فيما يخصه هو فقط وتحت شروط متعددة. وذهب عبد ابن سبهان إلى الجوف للتفاوض مع نواف الجوف.

## ذريته
1. الأمير سلطان (حاكم الجوف من بعده)[4]
2. الأمير فواز شيخ الروله
3. الإمير نواش
4. الأمير نايف
5. الأميرة حصة
6. الأميرة فضة

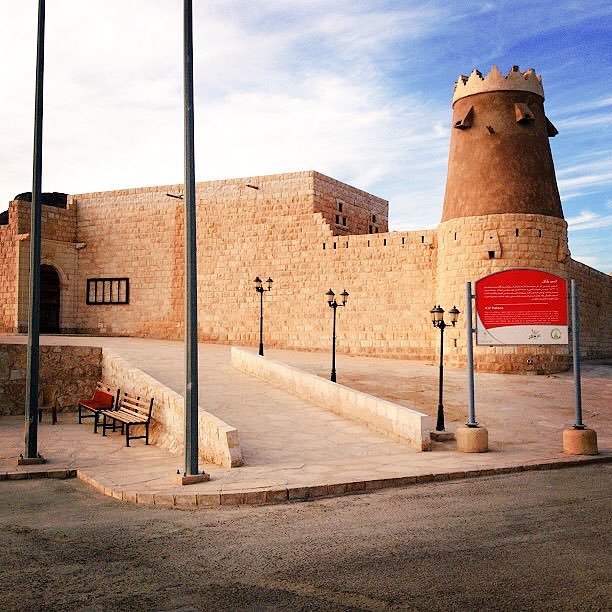
صورة جانبية للقصر

7. الأميرة فوزه (زوجة الملك سعود بن عبد العزيز آل سعود) ولم تنجب منه.
8. الأميرة نوف (زوجة الملك عبد العزيز آل سعود ووالدة كل من: الامير ثامر بن عبد العزيز والامير ممدوح بن عبد العزيز والامير مشهور بن عبد العزيز)
9. الأميرة ترفة

## وفاته
توفي الأمير نواف بن شعلان عام 1340هـ بمرض الجدري حيث اشتد عليه المرض وهو عائد إلى الجوف بعد زيارته لأبيه الشيخ النوري الهزاع الشعلان في البادية ودفن هناك، وهذا يعني انه توفي قبل وفاة أبيه الأمير النوري بأكثر من عشرين سنة.

## مآثره
بنى الأمير نواف الشعلان قصرين في منطقة الجوف الأول قصره المهيب بكاف بالقريات الذي أنشغل ببناءه عدة سنوات حتى تم بناءه عام 1338هـ/1918م ولايزال شامخا هناك إلى الآن. (علما بأنه اتخذه مركزاً لحكمه اثناء اتمام عمليات البناء). اما الاخر ويقع في سكاكا الجوف وقد اندثر بفعل عاديات الزمن.